# Campeonato Mundial de Snooker de 2016
O Campeonato Mundial de Snooker de 2016 é a edição de 2016 do Campeonato Mundial de Snooker, decorrendo de 16 de abril a 2 de maio de 2016 no Crucible Theatre de Sheffield, na Inglaterra. A final foi disputada em 1 e 2 de maio. O torneio foi ganho por Mark Selby, que venceu na final Ding Junhui por 18-14. O campeão de 2015, Stuart Bingham, perdeu 9–10 frente a Ali Carter na primeira ronda. Bingham foi mais uma vítima da maldição do Crucible, sendo o 17.º campeão em primeiro título a ser incapaz de revalidar o título.
Em 17 de abril de 2016, o hexacampeão Steve Davis anunciou a sua retirada numa emissão da BBC afirmando que a sua derrota frente a Fergal O'Brien nas rondas qualificatórias fora o seu último jogo como profissional.

## Prémios
O valor total de "prize money" do evento foi incrementado para £1 500 100 face às £1 364 000 do Campeonato Mundial de Snooker de 2015. O valor é repartido do seguinte modo:
| - Vencedor: £330000 - 2.º lugar: £137500 - Meias-finais: £66000 - Quartos de final: £33000 - Últimos 16: £22000 - Últimos 32: £13250 - Últimos 48: £9900 - Últimos 80: £6600 | - Maior break não emitido pela TV: £1000 - Maior break emitido pela TV: £10000 - Total: £1500100 |

O "rolling 147 prize" para um break máximo é de £20000.

## Resultados
Abaixo estão os resultados de cada ronda. Os números entre parênteses são os números dos cabeças de série.
|  | Primeira ronda        | Primeira ronda        |                      |    | Segunda ronda       | Segunda ronda       |  |  | Quartos de final    | Quartos de final    |  |  | Semifinais          | Semifinais          |
|  | Melhor em 19 frames   | Melhor em 19 frames   |                      |    | Melhor em 25 frames | Melhor em 25 frames |  |  | Melhor em 25 frames | Melhor em 25 frames |  |  | Melhor em 33 frames | Melhor em 33 frames |
|  |                       |                       |                      |    |                     |                     |  |  |                     |                     |  |  |                     |                     |
|  | 16 de abril           |                       |                      |    |                     |                     |  |  |                     |                     |  |  |                     |                     |
|  |                       |                       |                      |    |                     |                     |  |  |                     |                     |  |  |                     |                     |
|  | Stuart Bingham (1)    | 9                     |                      |    |                     |                     |  |  |                     |                     |  |  |                     |                     |
|  | Stuart Bingham (1)    | 9                     | 21, 22 e 23 de abril |    |                     |                     |  |  |                     |                     |  |  |                     |                     |
|  | Ali Carter            | 10                    |                      |    |                     |                     |  |  |                     |                     |  |  |                     |                     |
|  | Ali Carter            | 10                    | Ali Carter           | 11 |                     |                     |  |  |                     |                     |  |  |                     |                     |
|  | 16 e 17 de abril      |                       | Ali Carter           | 11 |                     |                     |  |  |                     |                     |  |  |                     |                     |
|  |                       | Alan McManus          | 13                   |    |                     |                     |  |  |                     |                     |  |  |                     |                     |
|  | Stephen Maguire (16)  | Alan McManus          | 13                   | 7  |                     |                     |  |  |                     |                     |  |  |                     |                     |
|  | Stephen Maguire (16)  |                       | 26 e 27 de abril     | 7  |                     |                     |  |  |                     |                     |  |  |                     |                     |
|  | Alan McManus          | 10                    |                      |    |                     |                     |  |  |                     |                     |  |  |                     |                     |
|  | Alan McManus          | 10                    | Alan McManus         | 13 |                     |                     |  |  |                     |                     |  |  |                     |                     |
|  | 17 e 18 de abril      |                       | Alan McManus         | 13 |                     |                     |  |  |                     |                     |  |  |                     |                     |
|  |                       | John Higgins (8)      | 11                   |    |                     |                     |  |  |                     |                     |  |  |                     |                     |
|  | Ricky Walden (9)      | John Higgins (8)      | 11                   | 10 |                     |                     |  |  |                     |                     |  |  |                     |                     |
|  | Ricky Walden (9)      | 23, 24 e 25 de abril  |                      | 10 |                     |                     |  |  |                     |                     |  |  |                     |                     |
|  | Robbie Williams       | 8                     |                      |    |                     |                     |  |  |                     |                     |  |  |                     |                     |
|  | Robbie Williams       | 8                     | Ricky Walden (9)     | 8  |                     |                     |  |  |                     |                     |  |  |                     |                     |
|  | 18 e 19 de abril      |                       | Ricky Walden (9)     | 8  |                     |                     |  |  |                     |                     |  |  |                     |                     |
|  |                       | John Higgins (8)      | 13                   |    |                     |                     |  |  |                     |                     |  |  |                     |                     |
|  | John Higgins (8)      | John Higgins (8)      | 13                   | 10 |                     |                     |  |  |                     |                     |  |  |                     |                     |
|  | John Higgins (8)      |                       | 28, 29 e 30 de abril | 10 |                     |                     |  |  |                     |                     |  |  |                     |                     |
|  | Ryan Day              | 3                     |                      |    |                     |                     |  |  |                     |                     |  |  |                     |                     |
|  | Ryan Day              | 3                     | Alan McManus         | 11 |                     |                     |  |  |                     |                     |  |  |                     |                     |
|  | 20 e 21 de abril      |                       | Alan McManus         | 11 |                     |                     |  |  |                     |                     |  |  |                     |                     |
|  |                       | Ding Junhui           | 17                   |    |                     |                     |  |  |                     |                     |  |  |                     |                     |
|  | Judd Trump (5)        | Ding Junhui           | 17                   | 10 |                     |                     |  |  |                     |                     |  |  |                     |                     |
|  | Judd Trump (5)        | 24 e 25 de abril      |                      | 10 |                     |                     |  |  |                     |                     |  |  |                     |                     |
|  | Liang Wenbo           | 8                     |                      |    |                     |                     |  |  |                     |                     |  |  |                     |                     |
|  | Liang Wenbo           | 8                     | Judd Trump (5)       | 10 |                     |                     |  |  |                     |                     |  |  |                     |                     |
|  | 20 de abril           |                       | Judd Trump (5)       | 10 |                     |                     |  |  |                     |                     |  |  |                     |                     |
|  |                       | Ding Junhui           | 13                   |    |                     |                     |  |  |                     |                     |  |  |                     |                     |
|  | Martin Gould (12)     | Ding Junhui           | 13                   | 8  |                     |                     |  |  |                     |                     |  |  |                     |                     |
|  | Martin Gould (12)     |                       | 26 e 27 de abril     | 8  |                     |                     |  |  |                     |                     |  |  |                     |                     |
|  | Ding Junhui           | 10                    |                      |    |                     |                     |  |  |                     |                     |  |  |                     |                     |
|  | Ding Junhui           | 10                    | Ding Junhui          | 13 |                     |                     |  |  |                     |                     |  |  |                     |                     |
|  | 17 e 18 de abril      |                       | Ding Junhui          | 13 |                     |                     |  |  |                     |                     |  |  |                     |                     |
|  |                       | Mark Williams (13)    | 3                    |    |                     |                     |  |  |                     |                     |  |  |                     |                     |
|  | Mark Williams (13)    | Mark Williams (13)    | 3                    | 10 |                     |                     |  |  |                     |                     |  |  |                     |                     |
|  | Mark Williams (13)    | 22 e 23 de abril      |                      | 10 |                     |                     |  |  |                     |                     |  |  |                     |                     |
|  | Graeme Dott           | 4                     |                      |    |                     |                     |  |  |                     |                     |  |  |                     |                     |
|  | Graeme Dott           | 4                     | Mark Williams (13)   | 13 |                     |                     |  |  |                     |                     |  |  |                     |                     |
|  | 19 de abril           |                       | Mark Williams (13)   | 13 |                     |                     |  |  |                     |                     |  |  |                     |                     |
|  |                       | Michael Holt          | 8                    |    |                     |                     |  |  |                     |                     |  |  |                     |                     |
|  | Neil Robertson (4)    | Michael Holt          | 8                    | 6  |                     |                     |  |  |                     |                     |  |  |                     |                     |
|  | Neil Robertson (4)    |                       |                      | 6  |                     |                     |  |  |                     |                     |  |  |                     |                     |
|  | Michael Holt          | 10                    |                      |    |                     |                     |  |  |                     |                     |  |  |                     |                     |
|  | Michael Holt          | 10                    |                      |    |                     |                     |  |  |                     |                     |  |  |                     |                     |
|  | 16 e 17 de abril      |                       |                      |    |                     |                     |  |  |                     |                     |  |  |                     |                     |
|  |                       |                       |                      |    |                     |                     |  |  |                     |                     |  |  |                     |                     |
|  | Shaun Murphy (3)      | 8                     |                      |    |                     |                     |  |  |                     |                     |  |  |                     |                     |
|  | Shaun Murphy (3)      | 8                     | 21 e 22 de abril     |    |                     |                     |  |  |                     |                     |  |  |                     |                     |
|  | Anthony McGill        | 10                    |                      |    |                     |                     |  |  |                     |                     |  |  |                     |                     |
|  | Anthony McGill        | 10                    | Anthony McGill       | 9  |                     |                     |  |  |                     |                     |  |  |                     |                     |
|  | 16 de abril           |                       | Anthony McGill       | 9  |                     |                     |  |  |                     |                     |  |  |                     |                     |
|  |                       | Marco Fu (14)         | 13                   |    |                     |                     |  |  |                     |                     |  |  |                     |                     |
|  | Marco Fu (14)         | Marco Fu (14)         | 13                   | 10 |                     |                     |  |  |                     |                     |  |  |                     |                     |
|  | Marco Fu (14)         |                       | 26 e 27 de abril     | 10 |                     |                     |  |  |                     |                     |  |  |                     |                     |
|  | Peter Ebdon           | 2                     |                      |    |                     |                     |  |  |                     |                     |  |  |                     |                     |
|  | Peter Ebdon           | 2                     | Marco Fu (14)        | 13 |                     |                     |  |  |                     |                     |  |  |                     |                     |
|  | 19 e 20 de abril      |                       | Marco Fu (14)        | 13 |                     |                     |  |  |                     |                     |  |  |                     |                     |
|  |                       | Barry Hawkins (11)    | 11                   |    |                     |                     |  |  |                     |                     |  |  |                     |                     |
|  | Barry Hawkins (11)    | Barry Hawkins (11)    | 11                   | 10 |                     |                     |  |  |                     |                     |  |  |                     |                     |
|  | Barry Hawkins (11)    | 23, 24 e 25 de abril  |                      | 10 |                     |                     |  |  |                     |                     |  |  |                     |                     |
|  | Zhang Anda            | 5                     |                      |    |                     |                     |  |  |                     |                     |  |  |                     |                     |
|  | Zhang Anda            | 5                     | Barry Hawkins (11)   | 13 |                     |                     |  |  |                     |                     |  |  |                     |                     |
|  | 17 e 18 de abril      |                       | Barry Hawkins (11)   | 13 |                     |                     |  |  |                     |                     |  |  |                     |                     |
|  |                       | Ronnie O'Sullivan (6) | 12                   |    |                     |                     |  |  |                     |                     |  |  |                     |                     |
|  | Ronnie O'Sullivan (6) | Ronnie O'Sullivan (6) | 12                   | 10 |                     |                     |  |  |                     |                     |  |  |                     |                     |
|  | Ronnie O'Sullivan (6) |                       | 28, 29 e 30 de abril | 10 |                     |                     |  |  |                     |                     |  |  |                     |                     |
|  | David Gilbert         | 7                     |                      |    |                     |                     |  |  |                     |                     |  |  |                     |                     |
|  | David Gilbert         | 7                     | Marco Fu (14)        | 15 |                     |                     |  |  |                     |                     |  |  |                     |                     |
|  | 19 e 20 de abril      |                       | Marco Fu (14)        | 15 |                     |                     |  |  |                     |                     |  |  |                     |                     |
|  |                       | Mark Selby (2)        | 17                   |    |                     |                     |  |  |                     |                     |  |  |                     |                     |
|  | Mark Allen (7)        | Mark Selby (2)        | 17                   | 10 |                     |                     |  |  |                     |                     |  |  |                     |                     |
|  | Mark Allen (7)        | 24 e 25 de abril      |                      | 10 |                     |                     |  |  |                     |                     |  |  |                     |                     |
|  | Mitchell Mann         | 3                     |                      |    |                     |                     |  |  |                     |                     |  |  |                     |                     |
|  | Mitchell Mann         | 3                     | Mark Allen (7)       | 9  |                     |                     |  |  |                     |                     |  |  |                     |                     |
|  | 20 e 21 de abril      |                       | Mark Allen (7)       | 9  |                     |                     |  |  |                     |                     |  |  |                     |                     |
|  |                       | Kyren Wilson          | 13                   |    |                     |                     |  |  |                     |                     |  |  |                     |                     |
|  | Joe Perry (10)        | Kyren Wilson          | 13                   | 9  |                     |                     |  |  |                     |                     |  |  |                     |                     |
|  | Joe Perry (10)        |                       | 26 e 27 de abril     | 9  |                     |                     |  |  |                     |                     |  |  |                     |                     |
|  | Kyren Wilson          | 10                    |                      |    |                     |                     |  |  |                     |                     |  |  |                     |                     |
|  | Kyren Wilson          | 10                    | Kyren Wilson         | 8  |                     |                     |  |  |                     |                     |  |  |                     |                     |
|  | 17 e 18 de abril      |                       | Kyren Wilson         | 8  |                     |                     |  |  |                     |                     |  |  |                     |                     |
|  |                       | Mark Selby (2)        | 13                   |    |                     |                     |  |  |                     |                     |  |  |                     |                     |
|  | Michael White (15)    | Mark Selby (2)        | 13                   | 7  |                     |                     |  |  |                     |                     |  |  |                     |                     |
|  | Michael White (15)    | 22 e 23 de abril      |                      | 7  |                     |                     |  |  |                     |                     |  |  |                     |                     |
|  | Sam Baird             | 10                    |                      |    |                     |                     |  |  |                     |                     |  |  |                     |                     |
|  | Sam Baird             | 10                    | Sam Baird            | 11 |                     |                     |  |  |                     |                     |  |  |                     |                     |
|  | 18 e 19 de abril      |                       | Sam Baird            | 11 |                     |                     |  |  |                     |                     |  |  |                     |                     |
|  |                       | Mark Selby (2)        | 13                   |    |                     |                     |  |  |                     |                     |  |  |                     |                     |
|  | Mark Selby (2)        | Mark Selby (2)        | 13                   | 10 |                     |                     |  |  |                     |                     |  |  |                     |                     |
|  | Mark Selby (2)        |                       |                      | 10 |                     |                     |  |  |                     |                     |  |  |                     |                     |
|  | Robert Milkins        | 6                     |                      |    |                     |                     |  |  |                     |                     |  |  |                     |                     |
|  | Robert Milkins        | 6                     |                      |    |                     |                     |  |  |                     |                     |  |  |                     |                     |

| Final (À melhor de 35 frames) Crucible Theatre, Sheffield, 1 e 2 de maio. Árbitro: Paul Collier | | |
| Ding Junhui China | 14–18 | Mark Selby (2) Inglaterra |
| Primeira sessão (8 frames) 8–125, 68–70, 43–101, 0–124 (120), 0–100, 38–77, 68–47, 107–14 Segunda sessão (9 frames) 22–73, 92–30, 103–1 (103), 93–49, 1–71, 86–0, 82–52, 25–86, 27–67 Terceira sessão (8 frames) 121–7 (89), 61–56, 11–126 (126), 103–0 (103), 43–75 (52), 9–118 (68), 69–1 (52), 11–75 (55) Quarta sessão (até 10 frames) 0–103 (57), 60–67 (Ding 60), 87–0 (73), 108–0 (80), 103–0 (103), 11–59, 0–74 (74) | Duração: Duração média por frame: breaks 100+: 5 (3 Ding, 2 Selby) Maior break por Ding: 103 Maior break por Selby: 126 | Primeira sessão (8 frames) 8–125, 68–70, 43–101, 0–124 (120), 0–100, 38–77, 68–47, 107–14 Segunda sessão (9 frames) 22–73, 92–30, 103–1 (103), 93–49, 1–71, 86–0, 82–52, 25–86, 27–67 Terceira sessão (8 frames) 121–7 (89), 61–56, 11–126 (126), 103–0 (103), 43–75 (52), 9–118 (68), 69–1 (52), 11–75 (55) Quarta sessão (até 10 frames) 0–103 (57), 60–67 (Ding 60), 87–0 (73), 108–0 (80), 103–0 (103), 11–59, 0–74 (74) |
| Mark Selby vence o Campeonato mundial de snooker de 2016 | | |

A final foi jogada à melhor de 35 frames no Crucible Theatre, Sheffield, 1 e 2 de maio, Árbitro: Paul Collier.

## Resultados das rondas de qualificação

### Ronda 1
| Jogador           | Pontuação | Jogador               |
| ----------------- | --------- | --------------------- |
| Ding Junhui       | 10–4      | Greg Casey            |
| Ross Muir         | 10–5      | Sean O'Sullivan       |
| Andrew Higginson  | 9–10      | Nigel Bond            |
| Gary Wilson       | 10–4      | Leo Fernandez         |
| Jamie Jones       | 5–10      | Hamza Akbar           |
| Ian Burns         | 10–8      | Duane Jones           |
| Gerard Greene     | 10–9      | Jimmy White           |
| Peter Ebdon       | 10–6      | James Wattana         |
| Ben Woollaston    | 9–10      | Chris Wakelin         |
| Anthony Hamilton  | 10–3      | Sydney Wilson         |
| Robbie Williams   | 10–7      | Gareth Allen          |
| Mark Joyce        | 10–7      | Zak Surety            |
| Mike Dunn         | 10–7      | James Cahill          |
| Li Hang           | 10–8      | Lu Chenwei            |
| Michael Georgiou  | 6–10      | Noppon Saengkham      |
| Graeme Dott       | 10–8      | Brandon Sargeant      |
| Robert Milkins    | 10–3      | Ka Wai Cheung         |
| Joel Walker       | 6–10      | Scott Donaldson       |
| Kurt Maflin       | 10–8      | Sanderson Lam         |
| Rod Lawler        | 9–10      | Zhao Xintong          |
| Mark King         | 10–3      | Fraser Patrick        |
| David Grace       | 10–5      | Brendan O'Donoghue    |
| Peter Lines       | 10–1      | Ng On Yee             |
| Michael Holt      | 10–6      | Michael Wild          |
| Alan McManus      | 10–5      | Michael Wasley        |
| David Morris      | 10–5      | Chris Melling         |
| Stuart Carrington | 10–9      | Hammad Miah           |
| Jimmy Robertson   | 10–0      | Tyler Rees            |
| Tian Pengfei      | 7–10      | Hossein Vafaei Ayouri |
| Ken Doherty       | 10–6      | Andy Hicks            |
| Alfie Burden      | 10–7      | Tony Drago            |
| Ryan Day          | 10–2      | Daniel Wells          |

| Jogador            | Pontuação | Jogador             |
| ------------------ | --------- | ------------------- |
| Kyren Wilson       | 10–3      | Jason Weston        |
| Martin O'Donnell   | 10–8      | Kuldesh Johal       |
| Joe Swail          | 7–10      | Zhang Yong          |
| Matthew Stevens    | 10–2      | Josh Boileau        |
| Thepchaiya Un-Nooh | 10–9      | Akani Songsermsawad |
| Yu Delu            | 9–10      | Paul Davison        |
| Craig Steadman     | 10–3      | Michael Leslie      |
| Anthony McGill     | 10–1      | Hatem Yassen        |
| Luca Brecel        | 10–8      | Steven Hallworth    |
| Liam Highfield     | 10–2      | Luke Simmonds       |
| Sam Baird          | 10–8      | Thor Chuan Leong    |
| Tom Ford           | 10–2      | Darryl Hill         |
| Jack Lisowski      | 10–2      | Alex Taubman        |
| Rory McLeod        | 10–7      | Lukas Kleckers      |
| Lee Walker         | 10–0      | Conor McCormack     |
| David Gilbert      | 10–5      | Rhys Clark          |
| Matthew Selt       | 10–2      | Igor Figueiredo     |
| Mitchell Mann      | 10–7      | Kishan Hirani       |
| Robin Hull         | 10–7      | Barry Pinches       |
| Dechawat Poomjaeng | 10–4      | Eden Sharav         |
| Fergal O'Brien     | 10–4      | Steve Davis         |
| Zhou Yuelong       | 10–3      | Dylan Craig         |
| Zhang Anda         | 10–2      | Bratislav Krustev   |
| Mark Davis         | 10–7      | Adam Duffy          |
| Ali Carter         | 10–2      | Mateusz Baranowski  |
| Cao Yupeng         | 10–0      | Rodion Judin        |
| Oliver Lines       | 10–5      | Lu Ning             |
| Dominic Dale       | 10–6      | Ian Glover          |
| Xiao Guodong       | 10–6      | Allan Taylor        |
| Jamie Burnett      | 9–10      | Jamie Rhys Clarke   |
| Jamie Cope         | 10–4      | Ashley Hugill       |
| Liang Wenbo        | 10–2      | Joe O'Connor        |

### Ronda 2
| Jogador               | Pontuação | Jogador          |
| --------------------- | --------- | ---------------- |
| Ding Junhui           | 10–1      | Ross Muir        |
| Nigel Bond            | 10–6      | Gary Wilson      |
| Hamza Akbar           | 3–10      | Ian Burns        |
| Gerard Greene         | 9–10      | Peter Ebdon      |
| Chris Wakelin         | 9–10      | Anthony Hamilton |
| Robbie Williams       | 10–4      | Mark Joyce       |
| Mike Dunn             | 10–9      | Li Hang          |
| Noppon Saengkham      | 8–10      | Graeme Dott      |
| Robert Milkins        | 10–8      | Scott Donaldson  |
| Kurt Maflin           | 10–8      | Zhao Xintong     |
| Mark King             | 10–7      | David Grace      |
| Peter Lines           | 7–10      | Michael Holt     |
| Alan McManus          | 10–6      | David Morris     |
| Stuart Carrington     | 5–10      | Jimmy Robertson  |
| Hossein Vafaei Ayouri | 7–10      | Ken Doherty      |
| Alfie Burden          | 9–10      | Ryan Day         |

| Jogador            | Pontuação | Jogador            |
| ------------------ | --------- | ------------------ |
| Kyren Wilson       | 10–6      | Martin O'Donnell   |
| Zhang Yong         | 3–10      | Matthew Stevens    |
| Thepchaiya Un-Nooh | 10–7      | Paul Davison       |
| Craig Steadman     | 9–10      | Anthony McGill     |
| Luca Brecel        | 8–10      | Liam Highfield     |
| Sam Baird          | 10–7      | Tom Ford           |
| Jack Lisowski      | 10–5      | Rory McLeod        |
| Lee Walker         | 2–10      | David Gilbert      |
| Matthew Selt       | 9–10      | Mitchell Mann      |
| Robin Hull         | 5–10      | Dechawat Poomjaeng |
| Fergal O'Brien     | 6–10      | Zhou Yuelong       |
| Zhang Anda         | 10–5      | Mark Davis         |
| Ali Carter         | 10–8      | Cao Yupeng         |
| Oliver Lines       | 6–10      | Dominic Dale       |
| Xiao Guodong       | 10–8      | Jamie Rhys Clarke  |
| Jamie Cope         | 5–10      | Liang Wenbo        |

### Ronda 3
| Jogador          | Pontuação | Jogador         |
| ---------------- | --------- | --------------- |
| Ding Junhui      | 10–2      | Nigel Bond      |
| Ian Burns        | 2–10      | Peter Ebdon     |
| Anthony Hamilton | 9–10      | Robbie Williams |
| Mike Dunn        | 7–10      | Graeme Dott     |
| Robert Milkins   | 10–7      | Kurt Maflin     |
| Mark King        | 8–10      | Michael Holt    |
| Alan McManus     | 10–2      | Jimmy Robertson |
| Ken Doherty      | 6–10      | Ryan Day        |

| Jogador            | Pontuação | Jogador            |
| ------------------ | --------- | ------------------ |
| Kyren Wilson       | 10–6      | Matthew Stevens    |
| Thepchaiya Un-Nooh | 7–10      | Anthony McGill     |
| Liam Highfield     | 9–10      | Sam Baird          |
| Jack Lisowski      | 7–10      | David Gilbert      |
| Mitchell Mann      | 10–9      | Dechawat Poomjaeng |
| Zhou Yuelong       | 7–10      | Zhang Anda         |
| Ali Carter         | 10–6      | Dominic Dale       |
| Xiao Guodong       | 6–10      | Liang Wenbo        |